# شهرستان خمین
شهرستان خمین یکی از شهرستان‌های استان مرکزی ایران است. این شهرستان از دو بخش به نام‌های مرکزی و کمره تشکیل شده است. شهر خمین مرکز این شهرستان است.

## تقسیمات کشوری
بنابر سرشماری مرکز آمار ایران، جمعیت شهرستان خمین در سال ۱۳۸۵ برابر با ۱۱۰۱۹۵ نفر بوده است که از این میان ۵۴۷۷۰ نفر مرد و بقیه زن بوده‌اند. همچنین جمعیت شهرستان خمین در سرشماری سال ۱۳۹۵ نیز ۱۰۵۰۱۷ نفر اعلام شده است.

## جمعیت
بنابر سرشماری مرکز آمار ایران، جمعیت شهرستان خمین در سال ۱۳۸۵ برابر با ۱۱۰۱۹۵ نفر بوده است که از این میان ۵۴۷۷۰ نفر مرد و بقیه زن بوده‌اند. همچنین جمعیت شهرستان خمین در سرشماری سال ۱۳۹۵ نیز ۱۰۵۰۱۷ نفر اعلام شده است.

## مردم
زبان رایج در منطقه فارسی و در قسمت‌های جنوبی لری می‌باشد.

## تقسیمات کشوری
این شهرستان دارای دو بخش با نام‌های بخش مرکزی و بخش کمره و هفت دهستان است:
- دهستان‌های بخش مرکزی شهرستان خمین:
  - دهستان آشناخور
  - دهستان حمزه لو
  - دهستان رستاق
  - دهستان صالحان
  - دهستان گله‌زن

نقطه شهری: خمین
- دهستان‌های بخش کمره شهرستان خمین:
  - دهستان چهارچشمه
  - دهستان خرم‌دشت

نقطه شهری: قورچی‌باشی

## آثار فرهنگی و گردشگری
از جاذبه‌های گردشگری و فرهنگی تاریخی، مذهبی شهر خمین می‌توان به بیت تاریخی سید روح‌الله خمینی، پارک جنگلی و کوه بوجه، قلعه سالار محتشم، شهر بازی بر روی کوه بوجه عمارت کشاورز صدر (روستای جعفرآباد)، سد روستا فرنق موزه مردم‌شناسی، شبستان مسجد جامع، بازار سرپوشیده، باغات گل، امامزاده خدیجه خاتون (روستای حشمتیه)، کبوتر خانه‌ها از جمله کبوتر خانه رازان، غار مسکونی زاغه بزرگ رباط علیا و تخته سنگهایی به خط کوفی،سازمان میراث فرهنگی، صنایع دستی و گردشگری. «آخرین لیست آثار ثبتی استان مرکزی در فهرست آثار ملی کشور» (PDF). ص. ۱۷. بایگانی‌شده از اصلی (PDF) در ۶ سپتامبر ۲۰۱۹. دریافت‌شده در ۶ سپتامبر ۲۰۱۹.</ref>، کوهستان و منطقه حفاظت شده الوند، حسینیه آقا خان، آسیاب آبی، محراب فضل و یحیی، امامزاده حسن (روستای طیب آباد) بیشه علی شهر قورچی باشی ،حمام لکان، سرچشمه و سد خان آباد، امامزاده سلیمان و ابوالفتح (روستای دهنو)، بقعه محمد مالک اشتر (روستای گوشه محمد مالک)، بقعه آقا سید علی (روستای پشتکوه)، غارهای انجدان، بقعه شاه قلندر و شاه قریب، کاروانسرای شاه عباسی، کارخانجات نخ طلا، امامزاده ابوطالب، امامزاده اسماعیل، امامزاده عبدالعلی (روستای ریحان)، امامزاده عبداله (روستای گودرز)، امامزاده اهل ابن علی در کیلومتر ۲۰ جاده خمین_اراک (روستای امامزاده) و ارگ تاریخی میشیجان (روستای میشیجان علیا) اشاره کرد. پیشهٔ اکثر مردم خمین کشاورزی و دامپروری است. از محصولات خمین لوبیا، عسل، سیب، انگور، سیب زمینی و پیاز، لبنیات، خشکبار، همچنین مرغوبترین زعفرانهای دنیا را می‌توان نام برد.